# Нукаєвська сільська рада
Нука́євська сільська рада (рос. Нукаевский сельский совет) — муніципальне утворення у складі Кугарчинського району Башкортостану, Росія. Адміністративний центр — село Нукаєво.

## Населення
Населення — 394 особи (2019, 547 в 2010, 603 в 2002).

## Склад
До складу поселення входять такі населені пункти:
| Населений пункт        | Населення, осіб (2002) | Населення, осіб (2010) |
| ---------------------- | ---------------------- | ---------------------- |
| 1-е Тукатово, присілок | 153                    | 147                    |
| 2-е Тукатово, присілок | 31                     | 19                     |
| Бустубаєво, присілок   | 110                    | 83                     |
| Нукаєво, село          | 309                    | 298                    |